# Azé (Mayenne)
Azé è un comune francese di 3 445 abitanti situato nel dipartimento della Mayenne nella regione dei Paesi della Loira.

## Società

### Evoluzione demografica
Abitanti censiti